# 近藤雅樹
近藤 雅樹（こんどう まさき、1951年8月7日 - 2013年8月3日）は、日本の民具研究家・民俗学者。元国立民族学博物館教授。

## 来歴・人物
東京都出身。1977年武蔵野美術大学造形学部美術学科卒。高等学校美術科講師、日本常民文化研究所研究員、技術職員を経て、1982年兵庫県立歴史博物館学芸員に就任。1990年に国立民族学博物館第1研究部助手。1999年同民族学研究開発センター教授に就任。2003年からは国立民族学博物館・博物館民族学研究部教授、翌年、同民族文化研究部教授。ほかに甲南大学、甲子園短期大学、松山大学等で教鞭を執る。
2013年8月3日、心不全により自宅で亡くなっているのが発見された。

## 著書

### 単書
- 『おんな紋－血縁のフォークロア－』（河出書房新社）1995
- 『ぐうたらテクノロジー－熱烈!明治・大正「特許」事情－』（河出書房新社）1997
- 『霊感少女論』（河出書房新社）1997

### 編書
- 『図説日本の妖怪』（河出書房新社）1990
- 『梅棹忠夫著作集 第19巻 日本文化研究』中央公論社 1992
- 『神がみのパフォーマンス (Hart Collection)』（淡交社）1999
- 『図説大正昭和くらしの博物誌－民俗学の父・渋沢敬三とアチック・ミューゼアム』（河出書房新社）2001
- 『日用品の二〇世紀』（ドメス出版）2003